# 守屋拓郎
守屋 拓郎（もりや たくろう、1983年11月18日 - ）は、日本の男性キックボクサー。東京都出身。現在は主にKrushへ参戦中。スクランブル渋谷所属。得意技はローキック。

## 来歴
2004年10月17日、ニュージャパンキックボクシング連盟「X-DUEL　Ⅷ」で松浦仁と対戦し白星デビューを飾る。
2005年5月3日、ニュージャパンキックボクシング連盟「INFINITIE CHALLENGE Ⅳ」で藤本治男と対戦しKO勝ちを収めた。
2005年9月24日、ニュージャパンキックボクシング連盟「INFINITE CHALLENGE Ⅷ」で山口治久と対戦しローキックによるKO勝ちを収めた。
2006年3月19日、全日本キックボクシング連盟「SWORD FIGHT 2006」で横澤浩史と対戦し2RにKO勝ちを収めた。
2006年5月13日、「MARS　World Fighting GP」で丸山純一と対戦し、1RにKO勝ちを収めた。
2007年3月18日、ニュージャパンキックボクシング連盟「FIGHTING EVOLUTION III」で健太と対戦し右ハイキックによるKO負け。
2007年7月1日、ニュージャパンキックボクシング連盟「Fighting Evolution VIII　COUNTER THE ASIAD ATTAC」で古川照明と対戦し右ローキックによるKO勝ちを収めた。
2007年11月23日、ニュージャパンキックボクシング連盟「FIGHTING　EVOLUTION　ⅩⅢ」で小澤和樹と対戦し右ローキックによるKO勝ちを収めた。
2009年10月4日、「RISE 59」のRISE 70kgトーナメント1回戦で貴之ウィラサクレックと対戦し3-0の判定勝ちを収めた。
2009年11月22日、「3A-LIFE presents RISE 60」のRISE 70kg級トーナメント準決勝で丸山準一と対戦し2RKO勝ちを収め、決勝で小宮由紀博にKO負けを喫した。
2010年4月7日、「RISE 63」で韓国格闘技連盟ライト級王者オルチャン-Kと対戦し、終始ローキックで攻め続け3-0の判定勝ちを収めた。
2010年5月16日、「RISE 65」で全沖縄ミドル級王者廣虎と対戦し、2-0の判定勝ちを収めた。
2010年7月31日、「RISE 68」でKENと対戦し右ローキックによるKO勝ちを収めた。
2010年12月19日、「RISE 73R」で晴矢と対戦し右ローキックによるKO勝ちを収めた。
2011年3月12日、初の海外遠征となる「OKTAGON～Fight Code～」でブルーノ・フランチと対戦し判定負け。
2011年6月17日、「RISE KOREA」でK-1でも活躍しているイ・スファンと対戦し、2Rにダウンを2度奪われレフェリーストップによるTKO負け。
2011年12月9日、「Krush.14」で元J-NETWORKミドル級王者廣野祐と対戦し判定負け。この試合より主戦場をKrushとする。
2012年3月17日、「Krush.17」で阿佐美ザウルスと対戦し判定勝ち。
2012年4月22日、「Krush-EX2012 vol.1」で晴矢と対戦し判定勝ち。再戦だった。
2012年11月10日、「Krush.24」でKrush -70kg級挑戦者決定戦として阿佐美ザウルスと再戦。山本優弥を下すなど、勢いに乗る阿佐美に再び延長判定勝ち。城戸康裕の持つタイトル挑戦権を得る。
2013年1月26日、「Krush.26」メインイベントで城戸康裕とのKrush -70kg級タイトルマッチでKO負け。タイトル奪取に失敗した。両者は記者会見から舌戦を繰り広げ、王者・城戸に対し「頑張ってくれないとすぐに終わる」「120%勝てる」と守屋が豪語すれば対する城戸も「俺はそのレベルではない」「負けたら引退しろ」などと応じ互いにヒートアップし注目を集めた。結果的に興行は異例の盛り上がりを見せ、成功に終わった。なお、試合後リング上で城戸から引退要求が撤回された。

## 戦績

### プロキックボクシング
| キックボクシング 戦績 | キックボクシング 戦績 | キックボクシング 戦績 | キックボクシング 戦績 | キックボクシング 戦績 | キックボクシング 戦績 | キックボクシング 戦績 |
| --------------------- | --------------------- | --------------------- | --------------------- | --------------------- | --------------------- | --------------------- |
| 23 試合               | (T)KO                 | 判定                  | その他                | 引き分け              | 無効試合              |                       |
| 17 勝                 | 10                    | 7                     | 0                     | 0                     | 0                     |                       |
| 6 敗                  | 4                     | 2                     | 0                     | 0                     | 0                     |                       |

| 勝敗 | 対戦相手             | 試合結果                                 | 大会名                                                          | 開催年月日     |
| ×    | 城戸康裕             | 2R 2:30 KO(右ストレート)                 | Krush.26(Krush -70kg級タイトルマッチ)                           | 2013年1月26日  |
| ○    | 阿佐美ザウルス       | 4R 判定(2-1)                             | Krush.24(Krush -70kg級挑戦者決定戦)                             | 2012年11月10日 |
| ○    | 森本一陽             | 4R 判定(3-0)                             | Krush.20                                                        | 2012年7月21日  |
| ○    | 晴矢                 | 3R 判定(3-0)                             | Krush-EX2012 vol.1                                              | 2012年4月22日  |
| ○    | 阿佐美ザウルス       | 3R 判定(2-0)                             | Krush.17                                                        | 2012年3月17日  |
| ×    | 廣野祐               | 3R 判定(0-3)                             | Krush.14                                                        | 2011年12月9日  |
| ×    | イ・スファン         | 2R TKO(レフェリーストップ：左ストレート) | RISE KOREA                                                      | 2011年6月17日  |
| ×    | ブルーノ・フランチ   | 3R終了 判定                              | OKTAGON～Fight Code～ 【ドラゴン・トーナメント 1回戦】          | 2011年3月12日  |
| ○    | 晴矢                 | 3R 0:29 KO(右ローキック)                 | RISE 73R                                                        | 2010年12月19日 |
| ○    | KEN                  | 2R 2:45 KO(右ローキック)                 | RISE 68                                                         | 2010年7月31日  |
| ○    | 廣虎                 | 3R終了 判定2-0                           | RISE 65                                                         | 2010年5月16日  |
| ○    | オルチャン-K         | 3R終了 判定3-0                           | RISE 63                                                         | 2010年4月7日   |
| ×    | 小宮由紀博           | 1R 1:51 KO(3ノックダウン)                | 3A-LIFE presents RISE 60 【RISE 70kg級トーナメント2009 決勝】   | 2009年11月22日 |
| ○    | 丸山準一             | 2R 1:35 KO(右ローキック)                 | 3A-LIFE presents RISE 60 【RISE 70kg級トーナメント2009 準決勝】 | 2009年11月22日 |
| ○    | 貴之ウィラサクレック | 3R終了 判定3-0                           | RISE 59 【RISE 70kg級トーナメント2009 １回戦】                  | 2009年10月4日  |
| ○    | 小澤和樹             | 3R 1:06 KO(右ローキック)                 | FIGHTING EVOLUTION ⅩⅢ                                           | 2007年11月23日 |
| ○    | 古川照明             | 5R 2:22 KO(右ローキック)                 | Fighting Evolution VIII COUNTER THE ASIAD ATTAC                 | 2007年7月1日   |
| ×    | 健太                 | 1R 1:58 KO(右ハイキック)                 | FIGHTING EVOLUTION III                                          | 2007年3月18日  |
| ○    | 丸山純一             | 1R 1:24 KO(右ストレート)                 | MARS World Fighting GP                                          | 2006年5月13日  |
| ○    | 横澤浩史             | 2R 2:18 KO                               | SWORD FIGHT 2006                                                | 2006年3月19日  |
| ○    | 山口治久             | 3R 0:35 KO(ローキック)                   | INFINITE CHALLENGE Ⅷ                                            | 2005年9月24日  |
| ○    | 藤本治男             | 2R 2:29 KO                               | INFINITIE CHALLENGE Ⅳ                                           | 2005年5月3日   |
| ○    | 松浦仁               | 2R 2:53 KO                               | X-DUEL Ⅷ                                                        | 2004年10月17日 |

## 獲得タイトル
- RISE 70kg TOURNAMENT '09 準優勝（2009年）